# Virus de rebelión
Virus de rebelión è il secondo album pubblicato nel 2004 dei No Relax, un gruppo musicale ska punk della Spagna.
Pubblicato con la Incontrolable Records) su CD viene distribuito in due lingue (italiano e spagnolo).

## Tracce
1. Himnorelax – 3:41
2. Fuera de control – 3:30
3. Controguerra – 3:47
4. Voy a escapar – 4:19
5. Buenas tardes – 2:21
6. Nana – 4:18
7. No somos diferentes – 4:10
8. Aún puedes gritar – 3:59
9. El abandono – 4:14
10. Sin respiro – 3:22
11. Invasión – 3:53
12. No disparar al guitarrista – 2:10
13. Do You Remember Rock 'n' Roll Radio? (Ramones cover) – 3:22